# (14988) Tryggvason
(14988) Tryggvason (1997 UA7) – planetoida z pasa głównego asteroid okrążająca Słońce w ciągu 5,26 lat w średniej odległości 3,02 j.a. Odkryta 25 października 1997 roku.